# صونيتي سليمان
كانت صونيتي سليمان (1938 أو 1939 – 28 يوليو 2015) طبيبة هندية وعالمة أحياء دقيقة ورائدة في أبحاث الإيدز والوقاية منه في الهند بعد تشخيص أول حالات الإصابة بالإيدز الهندي بين نزيلات دور البغاء في تشيناي في عام 1986 مع تلميذتها سيلابان نيرمالا.  أسست مركز YR Gaitonde لأبحاث وتعليم الإيدز في تشيناي. منحتها الحكومة الهندية الجائزة الوطنية لعالمات الأحياء.     في 25 يناير 2017م، كرمتها حكومة الهند بجائزة "Padma Shri"  لمساهمتها في الطب.

## النشأة والتعليم
ولدت صونيتي سليمان، أو صونيتي جايتوند على اسمها الثاني، في عائلة من ولاية ماهاراشتريان الهندوسية من تجار الجلود في تشيناي. كانت الطفل السابع في عائلة مكونة من ثمانية أفراد وكانت الابنة الوحيدة.    في مقابلة أجرتها عام 2009م، قالت إنها أصبحت مهتمة بالأدوية من زيارات المسؤول الصحي السنوية إلى منزلهم للتطعيم.
درست الطب في كلية الطب في مدراس، ثم تدربت في علم الأمراض في المملكة المتحدة والولايات المتحدة وأستراليا حتى عام 1973م عندما عادت هي وزوجها، فيكتور سليمان، إلى تشيناي، لأنها «شعرت أن خدماتها مطلوبة أكثر في الهند». حصلت على الدكتوراه في علم الأحياء الدقيقة. ودرست في قسم الأحياء الدقيقة في كلية الطب في مدراس بعد ذلك.

## المهنة
في حياتها المهنية السابقة بالخارج، عملت صونيتي كطبيبة مستشفى كلية الملك في لندن.  بعد عودتها إلى الهند، عملت صونيتي كأخصائية في علم الأحياء الدقيقة في كلية الطب بمدراس ورُقيت إلى رتبة أستاذ.  تابعت كل ما نشر عن الأوصاف السريرية لمرض الإيدز في عام 1981م، واكتشافات فيروس نقص المناعة البشرية في عام 1983م وقررت بحلول عام 1986م اختبار 100 عاملة في مجال الدعارة، حيث لم يكن في الهند مجتمع مثلي الجنس بشكل مفتوح. تبين أن ست من عينات الدم البالغ عددها 100 عينة مصابة بالفيروس. أرسلت صونيتي العينات في وقت لاحق إلى جامعة جونز هوبكنز في بالتيمور لإعادة اختبار أكدت النتيجة.  أصبح هذا الاكتشاف أول توثيق لفيروس نقص المناعة البشرية في الهند.   منذ ذلك الحين، قررت صونيتي تكريس حياتها للعمل في مجال البحوث والعلاج والوعي بشأن فيروس نقص المناعة البشرية / الإيدز. وقد وصفت كيف تجنب الناس الأشخاص المصابين بفيروس نقص المناعة البشرية؛ حتى زوجها لا يريدها «أن تعمل مع مرضى مصابين بفيروس نقص المناعة البشرية»، وكان معظمهم في ذلك الوقت مثليون جنسيًا، يتعاطون المخدرات عن طريق الحقن أوالعاملين في مجال الجنس. أجابت صونيتي «عليك أن تستمع إلى قصصهم ولن تقول نفس الشيء».  كانت صونيتي واحدة من أوائل الأشخاص الذين تحدثوا علانية عن فيروس نقص المناعة البشرية والوصمة التي يعانيها المصابين، وقد صرحت ذات مرة أن «ما يؤدي إلى قتل المصابين بالإيدز أكثر هو الوصمة والتمييز». 
من عام 1988م إلى عام 1993م، أنشأت صونيتي أول مجموعة موارد للإيدز في الهند وأدارت مجموعة متنوعة من البحوث والخدمات الاجتماعية المتعلقة بالإيدز. كانت المجموعة أيضًا أول مرفق شامل لفيروس نقص المناعة البشرية / الإيدز في الهند قبل أي قطاع من القطاعين العام والخاص.  في عام 1993م، أنشأت صونيتي مركزًا لأبحاث الإيدز باسم والدها.  كانت واحدة من الأماكن الأولى في الهند لتقديم المشورة والفحص الاختياري لفيروس نقص المناعة البشرية. اعتبارًا من عام 2015م، كان يتم فحص 100 مريض خارجي يوميًا، وكان هناك 15000 مريض يخضعون للمتابعة المنتظمة. تم وصف المركز وعملها هناك على أنهما «عاملان مهمان في إبطاء وباء نقص المناعة المكتسب». كما أنها توفر التعليم للأطباء والطلاب الآخرين حول فيروس نقص المناعة البشرية وعلاجه.  حصلت على اسم «طبيب الإيدز في تشيناي»  وشغلت منصب رئيس جمعية الإيدز في الهند. 
تعاونت صونيتي أيضًا في الدراسات البحثية الدولية، بما في ذلك تجربة الوقاية من فيروس نقص المناعة البشرية / الأمراض المنقولة جنسيًا في عدة بلدان في المعهد القومي الأمريكي للصحة العقلية، وشبكة تجارب الوقاية من فيروس نقص المناعة البشرية التي يديرها المعهد الوطني الأمريكي للحساسية والأمراض المعدية، وهي دراسة للمعاهد الوطنية للصحة حول فيروس نقص المناعة البشرية.

## حياتها الشخصية
التقت صونيتي زوجها، فيكتور سليمان، جراح قلب، عندما كانت تدرس الطب في كلية مدراس. وتبعته في رحلاته للملكة المتحدة، الولايات المتحدة الأمريكية وأستراليا. توفي زوجها عام 2006م. يعمل ابنهما سونيل سليمان كمُحصي وبائي في جامعة جونز هوبكنز في بالتيمور. شخصت بسرطان البنكرياس قبل شهرين من وفاتها، وتوفيت في 28 يوليو، 2015م، في بيتها في تشيناي عن عمر ناهز 76 عامًا.

## الجوائز
حصلت سولومون على الجوائز التالية: 
- في عام 2001، جائزة الدولة جائزة للعمل الطبي لجهودها في عدوى فيروس نقص المناعة البشرية / الإيدز. [14]
- في عام 2005 جائزة الإنجاز مدى الحياة لعملها في مجال مكافحة الإيدز من قبل جمعية ولاية تاميل نادو لمكافحة الإيدز [14]
- في عام 2006، جائزة تقديرية من جامعة براون، الولايات المتحدة الأمريكية
- في عام 2009، «جائزة عالمات الأحياء» من قبل وزارة العلوم والتكنولوجيا الهندية.
- في عام 2010، زمالة الأكاديمية الوطنية للعلوم الطبية.[16]
- في عام 2012، جائزة الإنجاز مدى الحياة للخدمات المتعلقة بفيروس نقص المناعة البشرية / الإيدز من قبل جامعة الدكتور إم جي آر الطبية في تشيناي.
- والعديد من الجوائز الأخرى، مثل «جائزة الأم تيريزا التذكارية» للخدمات التعليمية والإنسانية.
- في عام 2017، أعلنت حكومة الهند عن جائزة "Padma Shri" (بعد وفاتها) لخدمتها المتميزة في مجال الطب [8]